# Jan Dunn
Pour les articles homonymes, voir Dunn.
Jan Dunn, née Janet Dunn le 15 mai 1963, est une réalisatrice et productrice indépendante britannique.

## Biographie
Elle est la première réalisatrice anglaise à tourner un film Dogme95, mouvement initié par Lars von Trier. Jan Dunn a notamment réalisé Ruby Blue avec Josiane Balasko et Bob Hoskins.
En 2009, dans son film The Calling, elle dirige Brenda Blethyn et Emily Beecham. Ce film raconte l'histoire d'une jeune fille, Joanna, qui décide, contre l'avis de sa famille et de ses amis, d'entrer dans l'ordre cloîtré des bénédictines. Pour son rôle de la jeune postulante et premier grand rôle de sa carrière, Emily Beecham se voit remettre plusieurs prix, notamment à Londres et Édimbourg.
Jan Dunn a reçu de nombreux prix, dont le Spirit of Moondance Award au Moondance International Film Festival et le Outstanding Achievement in Production British Independent Film Awards.

## Filmographie

### Longs-métrages
- 2005 : Gypo (scénario, réalisation et production)
- 2007 : Ruby Blue (scénario et réalisation)
- 2009 : The Calling (scénario et réalisation)

### Courts-métrages
- 1996 : Lumber Jills (réalisation)
- 1999 : Mary's Date (réalisation et production)
- 2000 : Joan (réalisation et production)
- 2001 : Dora (réalisation et production)

## Distinctions

### Récompenses

#### 2005:Gypo
- « Réalisation exceptionnelle dans la production » au British Independent Film Awards 2005
- Mention spécial du jury au festival du film politique de Barcelone en 2005
- Meilleur premier film au festival du film Frameline de San Francisco en 2005

#### 2007:Ruby Blue
- Grand Prix du jury au festival international du film de Washington (Filmfest DC) en 2008
- Meilleur film anglais au festival du film indépendant de Londres en 2008
- Spirit of Moondance Award au festival international du Film de Moondance en 2008
- Meilleur premier film au Reeling, festival international du film LGBTQ à Chicago en 2008

#### 2009:The Calling
- Meilleure actrice pour Emily Beecham au Festival du film indépendant de Londres
- Meilleur espoir pour Emily Beecham au Festival du film international d’Édimbourg

### Nomination

#### 2009:The Calling
- Meilleur film au Festival du film international d’Édimbourg